# Onychoselache traquairi
Genre
Espèce
Onychoselache traquairi est une espèce éteinte de requins d'eau douce de l'ordre des Hybodontiformes qui vivait durant le Carbonifère, il y a environ 340 Ma (millions d'années). Il a été découvert dans la région de Dumfries and Galloway en Écosse et décrit en 1981 par le paléontologue américain d'origine suisse Rainer Zangerl.
Son nom signifie « onychos » griffe et « selache » requin. Ce chondrichtyen mesurait une vingtaine de centimètres et se nourrissait probablement de coquillages ou de crabes qu'il broyait avec ses dents rondes et trapues. Il s'agit du premier représentant de son ordre. Lissodus  hasleensis est le descendant direct  d' Onychoselache traquairi.

## Morphologie
Onychoselache possédait des denticules dermiques sur la phase antérieure de chacune de ses nageoires pectorales ainsi que deux épines de section ovale sur ses nageoires dorsales ; les mâles étaient dotés d'épines céphaliques qui avaient certainement un rôle dans l'accouplement. Onychoselache est aussi pourvu de deux rangées d'épines nucales ainsi que d'autres épines sur les joues. La très grande taille de ses nageoires pectorales et leur morphologie sont très proches de celles observées chez un chondrichtyen actuel : le requin chabot à taches blanches (Chiloscyllium plagiosum).